# Gregorio Cruzada Villaamil
Gregorio Cruzada Villaamil (ur. 1832 w Alicante, zm. 29 listopada 1884 w Madrycie) – hiszpański krytyk i historyk sztuki, dziennikarz i polityk.
Specjalizował się w malarstwie Francisca Goi – dokładnie opisał jego projekty do tapiserii, które odnalazł w piwnicach Pałacu Królewskiego w Madrycie i włączył do kolekcji Muzeum Prado. 

## Publikacje
- Anales de la vida y de las obras de Diego de Silva Velázquez. Escritos con ayuda de nuevos documentos, Madryt, 1885
- Rubens, diplomático español, Madryt, 1874
- Catálogo provisional, historial y razonado del Museo Nacional de Pinturas, Madryt, 1865
- Los tapices de Goya, Madryt, 1870
- Rubens, diplomático español, Madryt, 1883